# Skynet 2B
O Skynet 2B foi um satélite de comunicação geoestacionário britânico construído pela Marconi Space and Defence Systems que foi operado pelo MoD. O satélite foi baseado na plataforma Skynet-2 Bus. Foi relatado que o mesmo ainda estava em serviço parcialmente operacional em 1994.

## História
O Skynet satélites foi construído pela Marconi Space e Sistemas de Defesa com a ajuda de Philco Ford. Ele era estabilizada por rotação e pesa 240 kg. O Skynet 2B utilizava dois canais de comunicação, um de 20 MHz e o outro de 2 MHz. O satélite foi colocado em [[órbita com sucesso em novembro de 1974. Notavelmente, O Skynet 2B ainda estava operando 20 anos após o seu lançamento.

## Lançamento
O satélite foi lançado com sucesso ao espaço no dia 23 de novembro de 1974, por meio de um veículo Delta 2313, a partir da Estação da Força Aérea de Cabo Canaveral na Flórida, EUA. Ele tinha uma massa de lançamento de 243 kg.